# Hungarian Ladies Open
A Hungarian Ladies Open (korábbi nevén Budapest Grand Prix, 2021-ben Hungarian Grand Prix), tenisztorna nők számára Budapesten.
A Budapest Grand Prix-t 1993-tól két év megszakítással 2013-ig minden év júliusában a Római-parton, salakos pályán, szabadtéren rendezték. 2014-ben kikerült a WTA versenynaptárából, helyét a BRD Bucharest Open vette át. 2017-től a Rio Open helyén februárban fedett, kemény pályán kerül sor a Hungarian Ladies Openre.
A torna 2008-ig Tier III-as, illetve Tier IV-es besorolású volt, 2009–2013 között International besorolást kapott. A verseny 2016-ban 100 000 dolláros ITF-tornaként, Europe Tennis Center Ladies Open néven került be az ITF versenynaptárába, majd 2017-től Hungarian Ladies Open néven International kategóriájú tornaként került vissza a WTA versenynaptárába. 2020-ban Budapestről Debrecenbe lett áthelyezve a torna, majd a helyszínnel kapcsolatos problémák miatt törölve lett a versenynaptárból. 2021-ben visszakerült a WTA-tornái közé.
Az összdíjazása 2020-tól 275 000 dollár.

## A torna hivatalos elnevezései a múltban
- Budapest Ladies Open West Grand Prix: 1993
- Budapest Lotto Ladies Open: 1996–1997
- Lotto–Westel 900 Budapest Open: 1998
- Westel 900 Budapest Open: 1999–2000
- Colortex Budapest Grand Prix: 2001
- Budapest Grand Prix: 2002, 2006, 2012–2013
- Tippmix Budapest Grand Prix: 2003–2005
- Gaz de France Budapest Grand Prix: 2007
- Gaz de France Grand Prix: 2008
- GDF Suez Grand Prix: 2009–2010
- POLI-FARBE Budapest Grand Prix: 2011
- Europe Tennis Center Ladies Open: 2016
- Hungarian Ladies Open: 2017–2020
- Hungarian Grand Prix: 2021–

## Döntők

### Egyes
| Év                          | Győztes                | Ellenfél a döntőben      | Eredmény a döntőben |                   |
| --------------------------- | ---------------------- | ------------------------ | ------------------- | ----------------- |
| 2024                        | Gyiana Snajgyer        | Aljakszandra Szasznovics | 6–4, 6–4            |                   |
| 2023                        | Marija Tyimofejeva     | Katerina Baindl          | 6–3, 3–6, 6–0       |                   |
| 2022                        | Bernarda Pera          | Aleksandra Krunić        | 6–3, 6–3            |                   |
| 2021                        | Julija Putyinceva      | Anhelina Kalinyina       | 6–4, 6–0            |                   |
| ↑ WTA 250 torna ↑           |                        |                          |                     |                   |
| 2020                        | Nem rendezték meg      | Nem rendezték meg        | Nem rendezték meg   | Nem rendezték meg |
| 2019                        | Alison Van Uytvanck    | Markéta Vondroušová      | 1–6, 7–5, 6–2       |                   |
| 2018                        | Alison Van Uytvanck    | Dominika Cibulková       | 6–3, 3–6, 7–5       |                   |
| 2017                        | Babos Tímea            | Lucie Šafářová           | 6–7(4), 6–4, 6–3    |                   |
| ↑ WTA International torna ↑ |                        |                          |                     |                   |
| 2016                        | Elica Kosztova         | Viktoriya Tomova         | 6–0, 7–6(3)         |                   |
| ↑ ITF $100,000 torna ↑      |                        |                          |                     |                   |
| 2014–2015                   | Nem rendezték meg      | Nem rendezték meg        | Nem rendezték meg   | Nem rendezték meg |
| 2013                        | Simona Halep           | Yvonne Meusburger        | 6–3 , 6–7(7), 6–1   |                   |
| 2012                        | Sara Errani            | Jelena Vesznyina         | 7–5, 6–4            |                   |
| 2011                        | Roberta Vinci          | Irina-Camelia Begu       | 6–4, 1–6, 6–4       |                   |
| 2010                        | Szávay Ágnes           | Patty Schnyder           | 6–2, 6–4            |                   |
| 2009                        | Szávay Ágnes           | Patty Schnyder           | 2–6, 6–4, 6–2       |                   |
| 2008                        | Alizé Cornet           | Andreja Klepač           | 7–6(5), 6–3         |                   |
| 2007                        | Gisela Dulko           | Sorana Cîrstea           | 6–7(2), 6–2, 6–2    |                   |
| 2006                        | Anná Szmasnóvá         | Lourdes Domínguez Lino   | 6–1, 6–3            |                   |
| 2005                        | Anná Szmasnóvá         | Catalina Castaño         | 6–2, 6–2            |                   |
| 2004                        | Jelena Janković        | Martina Suchá            | 7–6(4), 6–3         |                   |
| 2003                        | Magüi Serna            | Alicia Molik             | 3–6, 7–5, 6–4       |                   |
| 2002                        | Martina Müller         | Myriam Casanova          | 6–2, 3–6, 6-4       |                   |
| 2001                        | Magdalena Maleeva      | Anne Kremer              | 3–6, 6–2, 6–4       |                   |
| 2000                        | Tathiana Garbin        | Kristie Boogert          | 6–2, 7–6(4)         |                   |
| 1999                        | Sarah Pitkowski-Malcor | Cristina Torrens Valero  | 6–2, 6–2            |                   |
| 1998                        | Virginia Ruano Pascual | Silvia Farina Elia       | 6–4, 4–6, 6–3       |                   |
| 1997                        | Amanda Coetzer         | Sabine Appelmans         | 6–1, 6–3            |                   |
| 1996                        | Ruxandra Dragomir      | Melanie Schnell          | 7–6(6), 6–1         |                   |
| 1993                        | Zina Garrison          | Sabine Appelmans         | 7–5, 6–2            |                   |

### Páros
| Év                          | Győztesek                                 | Ellenfelek a döntőben                           | Eredmény a döntőben |                   |
| --------------------------- | ----------------------------------------- | ----------------------------------------------- | ------------------- | ----------------- |
| 2024                        | Katarzyna Piter Stollár Fanny             | Anna Danilina Irina Hromacsova                  | 6–3, 3–6, [10–3]    |                   |
| 2023                        | Katarzyna Piter Stollár Fanny             | Jessie Aney Anna Sisková                        | 6–2, 4–6, [10–4]    |                   |
| 2022                        | Ekaterine Gorgodze Okszana Kalasnikova    | Katarzyna Piter Kimberley Zimmermann            | 1–6, 6–4, [10–6]    |                   |
| 2021                        | Mihaela Buzărnescu Stollár Fanny          | Aliona Bolsova Tamara Korpatsch                 | 6–4, 6–4            |                   |
| ↑ WTA 250 torna ↑           |                                           |                                                 |                     |                   |
| 2020                        | Nem rendezték meg                         | Nem rendezték meg                               | Nem rendezték meg   | Nem rendezték meg |
| 2019                        | Jekatyerina Alekszandrova Vera Zvonarjova | Stollár Fanny Heather Watson                    | 6–4, 4–6, [10–7]    |                   |
| 2018                        | Stollár Fanny Georgina García Pérez       | Kirsten Flipkens Johanna Larsson                | 4–6, 6–4, [10–3]    |                   |
| 2017                        | Hszie Su-vej Okszana Kalasnikova          | Arina Rodionova Galina Voszkobojeva             | 6–3, 4–6, [10–4]    |                   |
| ↑ WTA International torna ↑ |                                           |                                                 |                     |                   |
| 2016                        | Ema Burgić Bucko Georgina García Pérez    | Lenka Kunčíková Karolína Stuchlá                | 6–4, 2–6, [12–10]   |                   |
| ↑ ITF $100,000 torna ↑      |                                           |                                                 |                     |                   |
| 2014–2015                   | Nem rendezték meg                         | Nem rendezték meg                               | Nem rendezték meg   | Nem rendezték meg |
| 2013                        | Andrea Hlaváčková Lucie Hradecká          | Nyina Bratcsikova Ana Tatisvili                 | 6–4, 6–1            |                   |
| 2012                        | Janette Husárová Magdaléna Rybáriková     | Eva Birnerová Michaëlla Krajicek                | 6–4, 6–2            |                   |
| 2011                        | Anabel Medina Garrigues Alicja Rosolska   | Natalie Grandin Vladimíra Uhlířová              | 6–2, 6–2            |                   |
| 2010                        | Bacsinszky Tímea Tathiana Garbin          | Sorana Cîrstea Anabel Medina Garrigues          | 6–3, 6–3            |                   |
| 2009                        | Alisza Klejbanova Monica Niculescu        | Aljona Bondarenko Katerina Bondarenko           | 6–4, 7–6(5)         |                   |
| 2008                        | Alizé Cornet Janette Husárová             | Vanessa Henke Raluca Olaru                      | 6–7(5), 6–1, [10–6] |                   |
| 2007                        | Szávay Ágnes Vladimíra Uhlířová           | Martina Müller Gabriela Navratilova             | 7–5, 6–2            |                   |
| 2006                        | Janette Husarová Michaëlla Krajicek       | Lucie Hradecká Renata Voráčová                  | 4–6, 6–4, 6–4       |                   |
| 2005                        | Émilie Loit Katarina Srebotnik            | Lourdes Domínguez Lino Marta Marrero            | 6–1, 3–6, 6–2       |                   |
| 2004                        | Barbara Schett Mandula Petra              | Szávay Ágnes Németh Virág                       | 6–3, 6–2            |                   |
| 2003                        | Mandula Petra Olena Tatarkova             | Conchita Martínez Granados Tetyana Perebijnyisz | 6–3, 6–1            |                   |
| 2002                        | Émilie Loit Catherine Barclay-Reitz       | Jelena Bovina Gubacsi Zsófia                    | 4–6, 6–3, 6–3       |                   |
| 2001                        | Tathiana Garbin Janette Husárová          | Gubacsi Zsófia Dragana Zarić                    | 6–1, 6–3            |                   |
| 2000                        | Lubomira Baheva Cristina Torrens Valero   | Jelena Kostanić Tošić Sandra Nacuk              | 6–0, 6–2            |                   |
| 1999                        | Jevgenyija Kulikovszkaja Sandra Nacuk     | Laura Montalvo Virginia Ruano Pascual           | 6–3, 6–4            |                   |
| 1998                        | Paola Suárez Virginia Ruano Pascual       | Catalina Cristea Laura Montalvo                 | 4–6, 6–1, 6–1       |                   |
| 1997                        | Amanda Coetzer Alexandra Fusai            | Eva Martincová Elena Wagner                     | 6–3, 6–1            |                   |
| 1996                        | Katrina Adams Debbie Graham               | Radka Bobková Eva Melicharová                   | 6–3, 7–6(3)         |                   |
| 1993                        | Caroline Vis Ines Gorrochategui           | Sandra Cecchini Patricia Tarabini               | 6–1, 6–3            |                   |